# 瀧本徹
瀧本 徹（たきもと とおる、1960年11月 - 2017年11月7日）は、日本の経済産業官僚。茨城県商工労働部長や、経済産業省九州経済産業局長を経て、観光庁観光地域振興部長を務めた。

## 人物・経歴
愛媛県松山市出身。愛光高等学校を経て、一橋大学経済学部卒業。1983年通商産業省入省、大臣官房企画室。1990年外務省在ポーランド日本国大使館一等書記官。1996年通商産業省通商政策局国際経済部公正貿易推進室長。
1998年通商産業省生活産業局繊維課通商室長。1999年資源エネルギー庁石油部液化石油ガス産業室長。2001年茨城県商工労働部次長。
2002年から茨城県商工労働部長や、茨城県労働者信用基金協会理事長を務め、つくば市内のスタートアップ支援などに携わっていたため、橋本昌知事の反対を押し切り、藤澤順一つくば市長が、県の部長より「格下」とされる、つくば市の副市長に任用する人事案をつくば市議会に提示したが否決された。
2004年内閣府政策統括官（沖縄政策担当）付参事官（産業振興担当）。2006年中小企業庁経営支援部経営支援課長。2007年関東経済産業局総務企画部長。2009年経済産業省地域経済産業グループ地域経済産業政策課長。2010年九州経済産業局長。2012年観光庁観光地域振興部長。
2013年に退官し、事業構想大学院大学主任研究員・客員教授に転じ、翌2014年の松山市長選挙に自由民主党及び公明党の推薦を受け出馬したが、現職の野志克仁に敗れて落選した。その後、社会福祉法人慈陽会評議員などを務めていたが、2017年に心筋梗塞のため死去し、太宗寺で葬儀・告別式が行われた。享年56。

## 著書
- 『大陸帝国の運命 : 中国とロシア』世界平和研究所 1996年
- 『我が国技術政策の新たな展開』世界平和研究所 1996年
- 『地域に活気、日本に元気―地域経済活性化の処方箋』（北畑隆生, 齋藤圭介, 住田孝之, 横田俊之, 大下政司と共著）経済産業調査会 2007年

## 関連人物
- 矢野康治元財務事務次官 - 国分寺市の下宿の2年後輩で、矢野が大蔵省に入るきっかけを与えた[13]